# Dieter Remus
Dieter Arthur Eilhard Remus (* 1. Mai 1950 in Jever; † 16. Mai 2022) war ein deutscher Richter. Im Jahr 1996 war er kurzzeitig als Richter am Bundesgerichtshof tätig; davor und danach amtierte er bis zum 30. April 2015 als Präsident des Landgerichts Stendal.

## Leben
Nach erworbener Befähigung zum Richteramt trat Remus in den höheren Justizdienst der Freien und Hansestadt Hamburg ein. 1984 wurde er zum Richter am Landgericht Hamburg ernannt. Bereits 1988 erfolgte die Beförderung zum Richter am Finanzgericht. 1989–1991 war er als wissenschaftlicher Mitarbeiter an das Bundesverfassungsgericht abgeordnet. Danach begann er seine Tätigkeit in der im Aufbau begriffenen Justiz des Landes Sachsen-Anhalt. Nach der Wiedererrichtung des Landgerichts Stendal wurde Remus zu dessen Präsident ernannt.
Nach seiner Ernennung zum Richter am Bundesgerichtshof trat Remus seinen Dienst dort im April 1996 an, schied aber auf eigenen Wunsch bereits zum 30. Juli 1996 wieder aus diesem Amt aus und übernahm erneut die Funktion des Präsidenten des Landgerichts Stendal. Mit Ablauf des Monats April 2015 trat Remus in den Ruhestand ein.
Im Sommersemester 2008 wurde Remus mit einer Arbeit über Präsidialverfassung und gesetzlicher Richter an der Universität Hamburg promoviert.
Dieter Remus wurde auf dem Friedhof Ohlsdorf beigesetzt. Die Grabstätte im Planquadrat BV 61 liegt nordöstlich des Prökelmoorteichs.